# Nactemim
Nactemim (Nakhtmin) ocupou o cargo de generalíssimo durante o reinado do faraó Tutancâmon da XVIII Dinastia do Egito Antigo. Seus títulos durante o reinado de Tutancâmon incluído "o verdadeiro servo que é benéfico para o seu senhor, o rei escriba", "o servo amado de seu senhor", "o fan-portador na mão direita do rei", e " o servo que faz para viver o nome de seu senhor. "[1] Estes títulos foram encontradas em cinco ushabtis que Nactemim oferecidos como presentes funerários para Faraó Tutancâmon. 
Ele era o herdeiro do trono durante o reinado do faraó Aí embora ele nunca se tornou um faraó.Supõe-se que ele morreu para o fim do reinado de Aí (quando ele aparentemente desapareceu de todos os registros) e Horemebe, o herdeiro designado de Tutancâmon, tornou-se faraó em seu lugar.  

## Príncipe
Nactemim pode ter sido o filho do faraó Aí, sua mãe a ser conhecido a partir de uma estátua para ser o 'Adoratrix deMin, Songstress de Isis' Iuy. Ela é pensado para ser a primeira esposa de Ai, e, portanto, poderia ser a mãe de Nefertiti e Mutnodjmet. Nactemim parece ter sido o sucessor escolhido para Aí, mas morreu antes que ele pudesse ter sucesso. Em uma bela estátua de Nactemim e sua esposa no Museu Egípcio no Cairo, Nactemim foi identificado como o filho-de-lei do rei. Este título poderia ser concluída como o filho do rei de seu próprio corpo, que faria dele o filho de Aí, ou poderia ser concluída como o filho do rei de Cuxe. Não há registro de um vice-rei de Cuxe pelo nome de Nactemim, e parece que o nobre Paser foi vice-rei durante esse período de tempo. Isto conduziu à identificação de Nactemim como Aí filho. 
A estátua com a inscrição sofreu grandes danos. Apenas duas peças permanecem, a cabeça e os ombros de Nactemim ea parte superior do corpo e cabeça de sua esposa. Ambas as estátuas olhar como se os olhos, nariz e boca foram deliberadamente danificado. Este tem sido interpretada como uma forma de perseguição, mesmo após a morte.  Sua estelas -que tinha sido criado em sua (e de Aí) cidade natal de Acmim -foram desfigurado.  Supõe-se que o seu túmulo, que foi Nunca descobri, foi dado o mesmo tratamento que o de Aí. 
Outro homem chamado Nactemim era casado com Mutemnub, a irmã da esposa de Aí Tey. Eles tiveram um filho chamado Aí, que era Sumo Sacerdote de Mut e Segundo Profeta de Amon. 